# Mesophlebion trichopodum
Mesophlebion trichopodum là một loài thực vật có mạch trong họ Thelypteridaceae. Loài này được (C. Chr.) Holttum mô tả khoa học đầu tiên năm 1975.